# Gradiente sesgado
En matemáticas, un gradiente sesgado o gradiente de sesgo de una función armónica sobre un dominio simplemente conectado con dos dimensiones reales es un campo vectorial que está en todas partes ortogonalmente al gradiente de la función y que tiene la misma  magnitud que el gradiente.

## Definición
El gradiente sesgado se puede definir mediante el análisis complejo y las Ecuaciones de Cauchy-Riemann.
Sea 
{\displaystyle f(z(x,yxy))=u(x,y)+iv(x,y)}
una función analítica de valor complejo, donde 
 u ,  v 
son funciones escalares de valor real de las variables reales  x,  y.
Un gradiente de sesgo se define como:
{\displaystyle \nabla ^{\perp }u(x,y)=\nabla v(x,y)}
y de las ecuaciones de Cauchy-Riemann, se deriva que
{\displaystyle \nabla ^{\perp }u(x,y)=(-{\frac {\partial u}{\partial y}},{\frac {\partial u}{\partial x}})}

## Propiedades
El gradiente de sesgo tiene dos propiedades interesantes. Es en todas partes ortogonal al gradiente de u, y de la misma longitud:
{\displaystyle \nabla u(x,y)\cdot \nabla ^{\perp }u(x,y)=0,\rVert \nabla u\rVert =\rVert \nabla ^{\perp }u\rVert }